# Ар-экитабль
Ар-экитабль (фр. Art équitable, «справедливое искусство») ― движение в рамках современного искусства, появившееся в 2000-х годах. Основным его посылом является осуждение коммерциализации искусства, которое предлагается преодолеть через установление справедливых (честных, равных; équité) отношений между художником и его аудиторией. Ар-экитабль определяется не столько эстетическими свойствами предметов или произведений, сколько отношениями между художником и публикой. Ар-экитабль существует в рамках концептуального искусства, инсталляции и перформанса. 

## Истоки
Начало ар-экитабля было положено 23 марта 2002 года, когда группа художников под названием «Антидоллар» организовала в Клермон-Ферране (Франция) публичный перформанс, в рамках которого они просили у публику поделиться с ними едой. По мнению представителей коллектива, это выступление под названием «ночь холодильника» должно было восприниматься как «метафора существенной проблемы творца, не зависящего от доллара, который должен заполнить свой холодильник в более либеральной системе».
Художник Патрис Робин, который в то время был частью коллектива, в январе 2004 года в Сете провёл первую выставку работ ар-экитабля под названием «Дни и ночи холодильника». С тех пор получил популярность и сам термин «ар-экитабль».
В 2004 году Патрис Робин провёл очередной перформанс, который был очень похож на выступление, прошедшее двумя годами ранее. Если коллектив «Антидоллар» собирал только пожертвования на еду у публики, то в 2004 году произошёл собственно обмен произведений искусства ― а именно рисунков художника Патриса Робина, на еду: кур, морского леща и салатов.

## Проблемы
Ар-экитабль имеет свои корни в идее справедливой торговли (commerce équitable). Художественное течение также ставит под вопрос статус произведений искусства в либеральной экономической системе, которая господствует ныне почти повсеместно благодаря процессам глобализации. Как и в справедливой торговле, идея ар-экитабля заключается в том, чтобы добиться большей справедливости в отношениях между покупателями и продавцами искусства. Таким образом, справедливое искусство предлагает новые отношения между художником и его аудиторией, основанные не столько на законе спроса и предложения, сколько на обмене между произведениями искусства и необходимыми товарами.
Таким образом, «честное искусство» позволяет художнику жить благодаря плодам своего творчества без какой-либо коммерциализации, а также сделать произведения искусства легко доступными для публики.
В этом смысле ар-экитабль является и творческим движением, и своего рода гражданской позицией.